# Бейсова мрежа
Бейсова мрежа или мрежа на Бейс (на английски: Bayes(ian) network) е вероятностен графичен модел (вид статистически модел), който представя множество от случайни променливи величини и техните условни зависимости под формата на насочен ацикличен граф. Например с бейсови мрежи могат да се представят вероятностните връзки между медицински симптоми и заболявания: по дадени симптоми, бейсовата мрежа може да се използва да изчисли вероятностите за наличие на определени заболявания. Други термини, с които се среща в литературата, са бейсов модел или модел на Бейс (Bayes(ian) model) или вероятностна мрежа (probability network), както и belief network.
Формално, бейсовите мрежи са насочени ациклични графи, чиито възли представляват случайни променливи в бейсов смисъл: те могат да са наблюдаеми или ненаблюдаеми променливи величини, неизвестни параметри, хипотези. Дъгите представляват условни зависимости; когато възлите не са свързани (няма път от една от променливите в бейсовата мрежа към друга), това означава, че двете променливи са условно независими една от друга. Всеки възел се асоциира с вероятностна функция, която взима като вход конкретен набор от стойности за променливите на родителския на текущия възел, и като изход дава вероятността (или когато е приложимо: вероятностното разпределение) на променливата, представена във възела. Например, ако {\displaystyle m} родителски възли представляват {\displaystyle m} булеви променливи, тогава вероятностната функция може да се представи като таблица с {\displaystyle 2^{m}} записа, по един запис за всяка от {\displaystyle 2^{m}}-те възможни комбинации на стойностите на родителските възли: „лъжа“ или „истина“. Подобни идеи са приложими и към ненасочени, включително потенциално циклични, графи, каквито са мрежите на Марков.
Бейсовите мрежи са един от начините да се кодира и съхранява знание в базата знания на експертните системи.
Съществуват ефикасни алгоритми, които изпълняват логически извод и обучение над бейсови мрежи. Бейсовите мрежи, които моделират поредици от променливи (например, речеви сигнали или белтъчни последователности) се наричат динамични бейсови мрежи. Друго обобщение на бейсовите мрежи, което може да представя и решава задачи за вземане на решения в условия на неопределеност, се нарича „диаграма на влияние“ (influence diagrams).
Бейсовите мрежи се използват за моделиране в биологично вдъхновените изчисления и биоинформатиката (генни регулаторни мрежи, белтъчни структури; медицина; класификация на документи, извличане на информация, семантично търсене, обработка на изображения, сливане на данни, системи за подпомагане вземането на решения; инженерни приложения; спортни залагания, хазарт, анализ на риска; приложения във финансите, маркетинга и правото, и други.